# Danzas de palos y de cintas

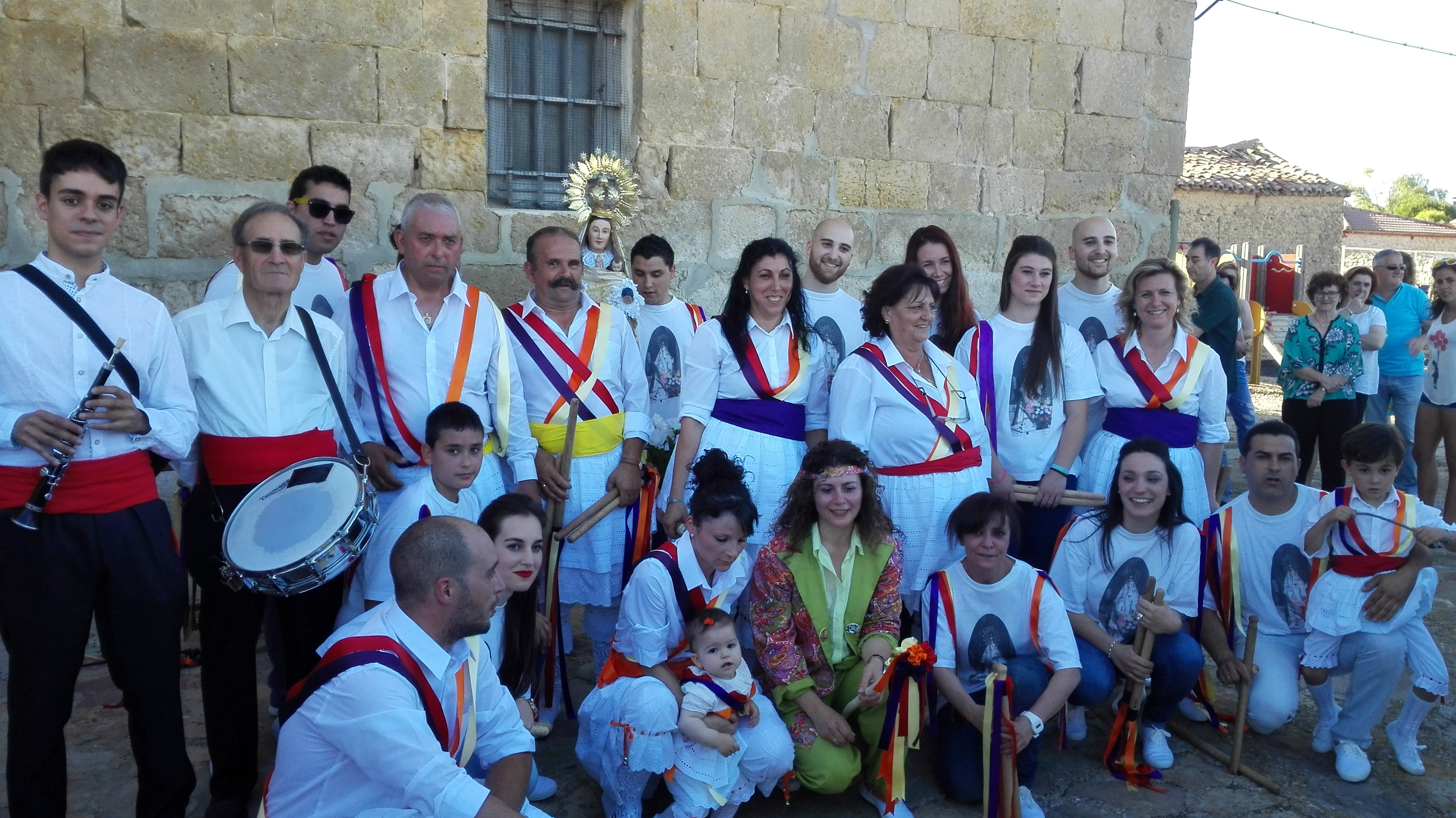
Paloteo en Paredes de Monte, Palencia.

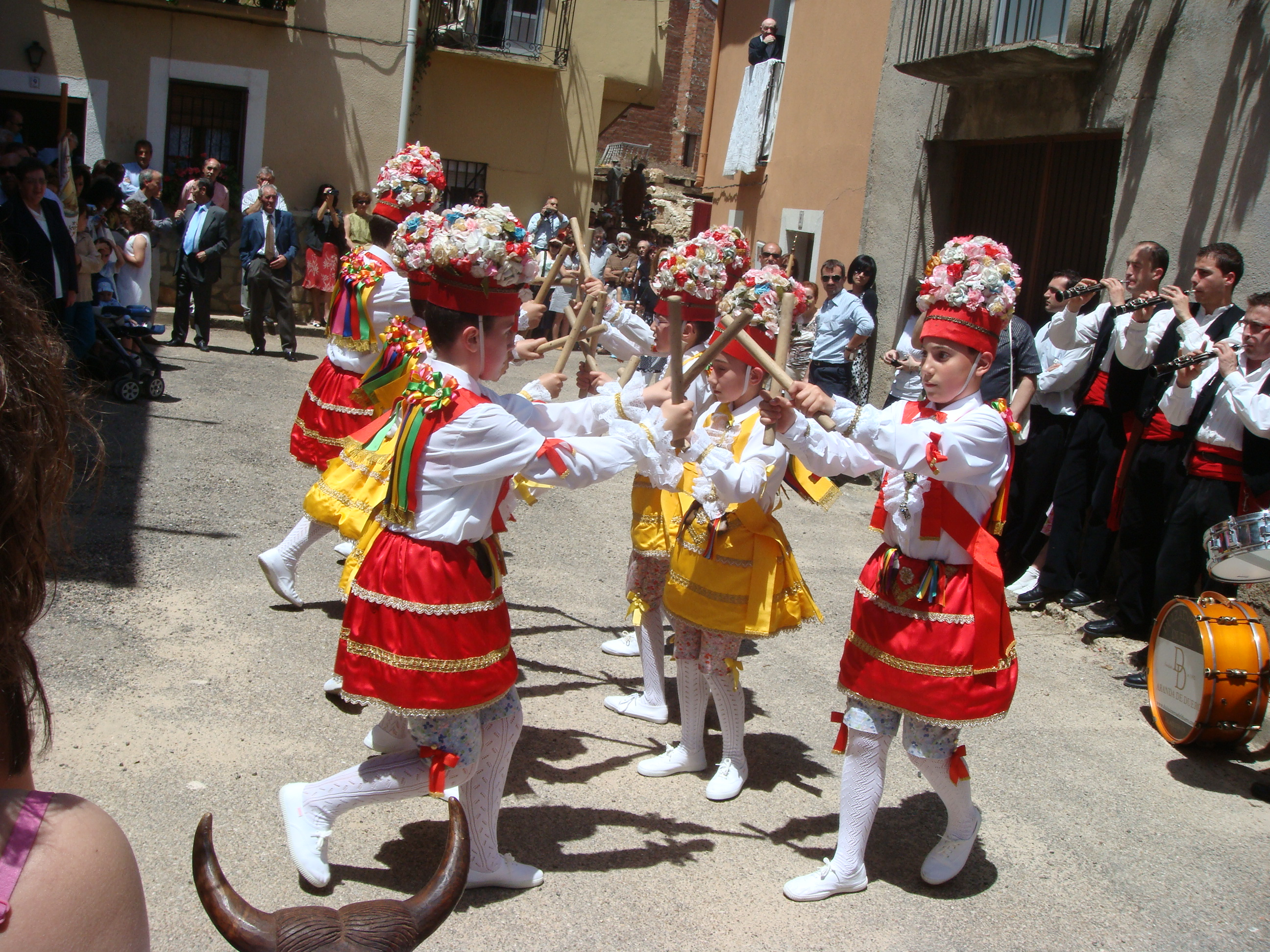
Paloteo en Fuentelcésped.

Las danzas de palos y cintas son un tipo de danzas ancestrales europeas derivadas de antiguas danzas guerreras que usan palos y cintas.
Uno de los temas que han despertado interés dentro de la antropología y el folclore de nuestros pueblos es el de las danzas de palos o paloteo. La existencia de este tipo de baile ritual se distribuye por un amplio espectro de países. Dentro de Europa, es España el país que más arraigada tenga esta tradición, con una gran variedad regional. 
Son muy diferentes las causas que ya han mantenido sobreviviendo estos grupos de danzantes, pero quizá la religiosa sea la más importante, aunque en su origen nada tuvieran que ver un hecho y otro.
Las teorías acerca de su origen son variadas, teniendo predominancia las que defienden que estas danzas deben emparentarse con ritos paganos, siendo en esta cuestión de la procedencia u origen donde las teorías se enfrentan con mayor fuerza: la idea más generalizada solía dar a estas danzas un carácter guerrero; su origen sería la derivación de las danzas de espadas, de origen megalítico y significado medicinal o curativo, según M. Schneider. 
También existen proposiciones que les atribuyen cualidades propiciatorias y de fertilidad, emparentándolas de este modo con ritos agrarios ancestrales. En este sentido se pronuncia Josep Crivillé en la  que recuerda cómo los palos o pequeños bastones fueron los primeros instrumentos del hombre para realizar sus tareas de agricultura en las sociedades preagrarias. Esto puede verse refrendado en muchos de los pasajes de estos bailes, cuando los propios danzantes se inclinan hacia la tierra y clavan el palo en ella recordando esta actividad agraria de la siembra por medio de un bastón. 
Otra posibilidad que se baraja es la de contemplar los paloteos como restos de antiguas danzas gremiales. 
En lo referente a Portugal, los paloteos (danças de pauliteiros) constituyen la principal atracción turística y tópico identificador de la zona de Miranda do Douro.